# 劉蔚
劉蔚（16世紀—17世紀），字原素，號耳陽，河南河南府盧氏縣人，明朝政治人物。

## 生平
劉蔚是萬曆二十二年（1594年）的舉人，二十六年（1598年）成進士，都察院觀政，次年獲授沂水知縣，二十九年調任掖縣知縣，兵變時修築磚城力保不失陷，被評為「七月之城守彌堅，千載之功勞難泯」。之後他再調往泰興，三十三年行取工部主事，三十六年八月轉貴州道監察御史，次年巡视東城，三十八年丁憂。服闋，補原职，巡茶陝西，督理四川湖廣茶馬，四十八年官至順天府府丞。

## 引用
1. 1 2  光緒《盧氏縣志·卷八·人物》：劉蔚，字原素，號耳陽，萬厯甲午科舉人，戊戌登進士第，授山東青州府沂水縣知縣，調繁來州府掖縣。修砌磚城，適兵變久困未失，事平撫臣題疏有「七月之城守彌堅，千載之功勞難泯」等語。又調繁南直楊州泰興縣，行取工部主事，轉浙江道監察御史，巡按陝西，督理川湖茶馬，官至順天府府丞。
2. ↑  《萬曆二十六年戊戌科進士履历》：劉蔚，耳阳，诗四房，壬申正月十九日生。盧氏人，甲午二十六名，会二百四十一名，三甲一百九十七名。都察院政，己亥授沂水知县，辛丑调掖县，癸卯调大兴知县，乙巳行取，戊申八月授貴州道御史，己酉巡视東城，庚戌丁憂，補原职，陕西巡茶，巡视光禄，庚申升順天府丞。曾祖科。祖重儒，寿官。父魁，庠生。